# Sankt Paul im Lavanttal
Sankt Paul im Lavanttal är en ort och kommun  i Österrike. Den ligger i distriktet Wolfsberg och förbundslandet Kärnten,  200 km sydväst om huvudstaden Wien. 
Sankt Paul är beläget i floden Lavants dalgång (Lavanttal) med Saualpe i väster och Koralpe i öster. På en klippa söder om orten reser sig borgruinen Rabenstein. Benediktinerordens stiftskyrka kom till på 1100-talet och är en treskeppig pelarbasilika med tre absider. Runt denna uppfördes olika byggnader 1618–1683. Här finns rika konstsamlingar och bibliotek.

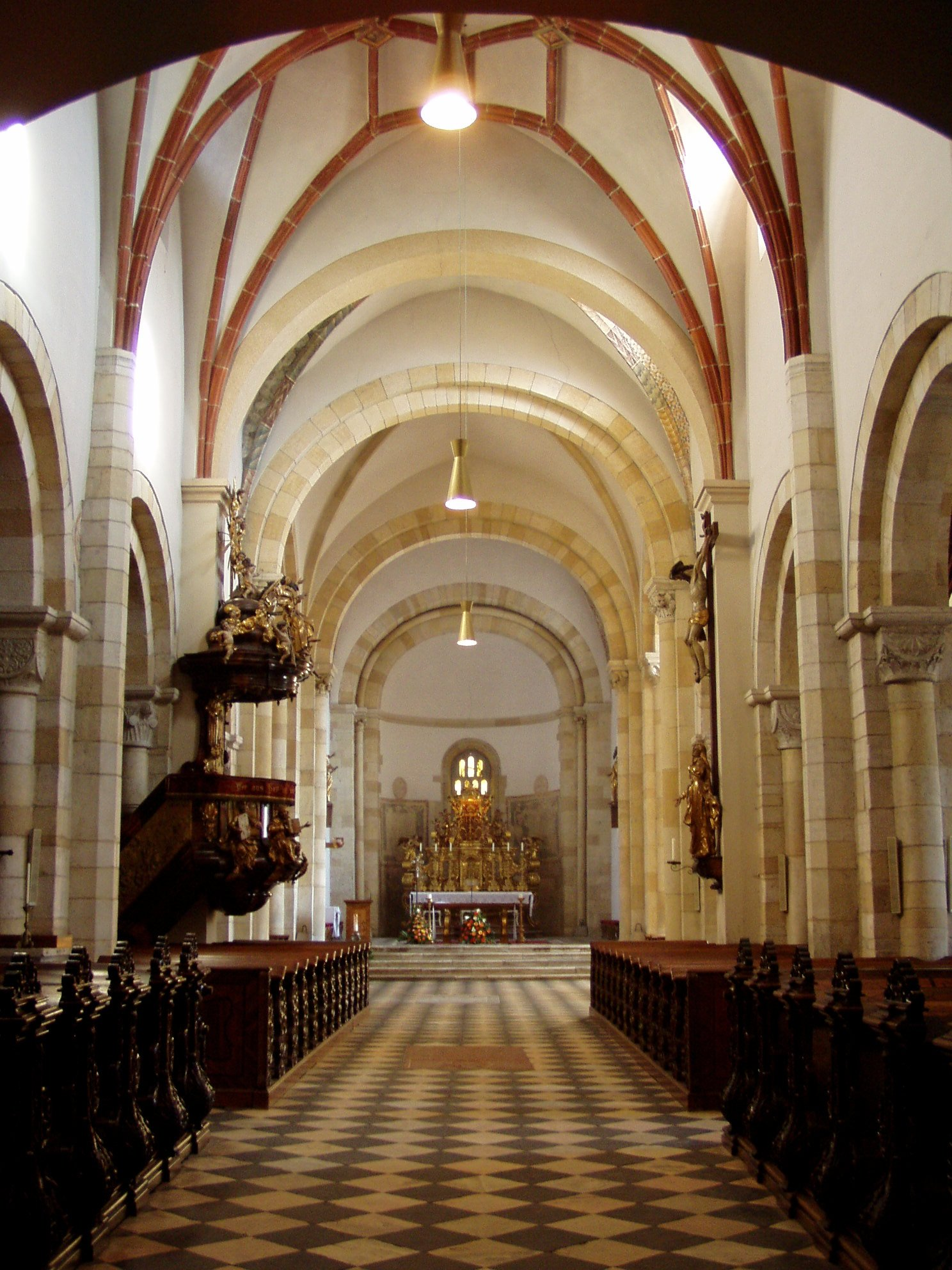
Stiftskyrkan Sankt Paul, interiör.

Orten St. Paul im Lavanttal hade fram till 2022 station vid järnvägen Lavanttalbanan som i sin fulla längd gick mellan Zeltweg i norr och Dravograd i Slovenien i söder. År 1964 tillkom Jauntalbanan västerut med direkt förbindelse mot Kärntens huvudstad Klagenfurt. Linjen söderut till Lavamünd och Dravograd är nedlagd. Sedan 2022 har kommunen en station, Lavanttal, på den nya Koralmbahn.
Kommunen består av 21 orter (Ortschaften) (inom parentes invånarantal 1 januari 2024):

- Deutsch-Grutschen (125)
- Granitztal-St. Paul (70)
- Granitztal-Weißenegg (398)
- Gönitz (57)
- Hundsdorf (110)
- Johannesberg (17)
- Kampach (78)
- Kollnitzgreuth (67)
- Legerbuch (165)
- Loschental (53)
- St. Margarethen (28)
- St. Martin (20)
- St. Paul im Lavanttal (1 641)
- Schildberg (60)
- Stadling (82)
- Unterhaus (5)
- Unterholz (7)
- Weinberg (15)
- Windisch-Grutschen (33)
- Winkling (27)
- Zellbach (102)